# Catedral de Puerto Escondido
La Catedral de Puerto Escondido, oficialmente Catedral de Nuestra Señora de la Soledad, es un templo católico elevado al rango de catedral, siendo la sede de la Diócesis de Puerto Escondido. Está ubicado en la localidad de Puerto Escondido, en el municipio de San Pedro Mixtepec, el templo está dedicado a la Virgen de la Soledad.

## Breve historia
El 8 de noviembre de 2003, se erigió la Diócesis de Puerto Escondido mediante la bula A Deo datum por el papa Juan Pablo II siendo el primer obispo Eduardo Cirilo Carmona Ortega, siendo el que comenzó las obras de construcción en 2006. Actualmente se dice que aun esta inconclusa, pero está en uso para el culto